# أغوستين روبيرتو
أغوستين فابيان روبرتو (بالإسبانية: Agustín Fabián Ruberto؛ مواليد 14 يناير 2006) هو لاعب كرة قدم أرجنتيني محترف يلعب كمهاجم لنادي ريفر بليت الأرجنتيني.

## المسيرة الكروية
وُلِد روبيرتو في مدينة بوينس آيرس، وأبدى اهتمامه بكرة القدم لأول مرة منذ سن الرابعة، عندما انضم إلى فريق الشباب المحلي باريو نويفو في سان فرناندو بارتيدو في مقاطعة بوينس آيرس. بعد موسمين تقريبًا، أثار إعجاب كشاف من فريق شباب آخر يدعى باركي تشاس في بطولة الشباب. كان حارس مرمى بارك تشاس صديقًا مقربًا لروبيرتو، وبعد أن ساعد الكشاف في ترتيب تجربة في النادي المحترف ريفر بليت لحارس المرمى، تمت دعوة روبيرتو للانضمام إليه.
بعد ثلاثة أيام من التجربة، عُرض عليه مكان في أكاديمية ريفر بليت. في البداية كان مدافعًا مركزيًا، ثم تم تحويله للعب كمهاجم مركزي من قبل مدربي الشباب في ريفر، الذين لاحظوا قدراته البدنية والفنية. كان هذا التغيير مفيدًا لكل من ريفر بليت وروبيرتو، حيث أثبت نفسه باعتباره هدافًا غزير الإنتاج في أكاديمية النادي. بعد التوقف عن لعب كرة القدم بسبب جائحة كوفيد–19 في الأرجنتين، عاد روبيرتو إلى اللعب وسجل سبعة عشر هدفًا في أربع عشرة مباراة في موسم 2021. تم مكافأته على مستواه الجيد بعقد احترافي في أبريل 2022 – صفقة تستمر حتى ديسمبر 2024.
في العام التالي، بعد أن تمت ترقيته إلى فريق الرديف للنادي، لفت انتباه نادي برايتون آند هوف ألبيون في الدوري الإنجليزي الممتاز.
في الأسبوع الأول من عام 2024، جدد المهاجم عقده مع ريفر بليت حتى ديسمبر 2027. يتضمن هذا العقد الجديد تحديثًا بزيادة شرط الإفراج بمقدار 30 مليون يورو، وهو أعلى شرط جزائي في الفريق.
سجل المهاجم هدفه الأول مع الفريق الأول لنادي ريفر بليت، في ظهوره الثاني ضد باراكاس سنترال، بعد 15 دقيقة فقط من استبداله في المباراة.

## المسيرة الدولية
في أبريل 2022، تم استدعاء روبيرتو إلى المنتخب الأرجنتيني تحت 16 عامًا للمشاركة في نسخة 2022 من بطولة مونتايجو، حيث سجل ثلاثة أهداف في أربع مباريات حيث احتلت الأرجنتين المركز الثاني.
في بطولة أمريكا الجنوبية تحت 17 سنة 2023، بدأ روبيرتو حملة الأرجنتين بهدفين في فوز 4–2 على فنزويلا، قبل أن يسجل ضد بيرو في فوز 3–0. بعد البطولة، التي احتلت فيها الأرجنتين المركز الثالث، سجل هدفًا في مباراة ودية انتهت بفوز الأرجنتين 1–0 على المكسيك، استعدادًا لكأس العالم تحت 17 سنة 2023.
في كأس العالم تحت 17 سنة 2023، سجل روبيرتو في كل من أول مباراتين للأرجنتين، ضد السنغال في خسارة 2–1 ثم في الثالثة في فوز 3–1 ضد اليابان. في الدور نصف النهائي ضد ألمانيا، سجل روبيرتو هدفًا في اللحظة الأخيرة ليعادل النتيجة 3–3، مكملًا بذلك ثلاثيته، لكن الأرجنتين خسرت بركلات الترجيح. في البطولة بأكملها، سجل روبيرتو 8 أهداف، وفاز بالحذاء الذهبي.

## الإنجازات
الفردية
- كأس العالم تحت 17 سنة: 2023[13]

## وصلات خارجية
- أغوستين روبيرتو على موقع قاعدة بيانات كرة القدم.إي يو (الإنجليزية)
- أغوستين روبيرتو على موقع Soccerway.com (الإنجليزية)
- أغوستين روبيرتو  على سكروي